# Jonathan Panzo
Jonathan Panzo (Brockley, 25 oktober 2000) is een Engels voetballer van Ivoriaanse oorsprong die in het seizoen 2019/20 door AS Monaco wordt uitgeleend aan Cercle Brugge. Panzo is een verdediger.

## Carrière

### Clubcarrière
Panzo werd geboren in Brockley, een wijk in Londen, als zoon van Ivoriaanse ouders. Hij doorliep de jeugdreeksen van Chelsea FC, maar koos er in 2018 voor om over te stappen naar AS Monaco. Daar werd hij aanvankelijk ondergebracht in het B-team, dat zijn wedstrijden afwerkt in de Championnat National 2. In zijn eerste seizoen mocht hij één wedstrijd in het eerste elftal spelen (een wedstrijd in de Coupe de la Ligue tegen FC Lorient).
In het seizoen 2019/20 kreeg Panzo op de openingsspeeldag van de Ligue 1 van trainer Leonardo Jardim een basisplaats tegen Olympique Lyon. De Ivoriaanse Engelsman mocht negentig minuten lang een centraal duo vormen met aanvoerder Kamil Glik. Op de derde speeldag mocht hij tegen Nîmes Olympique een kwartier voor tijd invallen voor Henry Onyekuru. Enkele dagen later leenden de Monegasken hem voor één seizoen uit aan zusterclub Cercle Brugge, waartegen hij een maand eerder nog had gescoord in een oefenwedstrijd.

### Interlandcarrière
Panzo won in 2017 het WK onder 17 met de Engelse U17. Panzo kwam dat toernooi in elke wedstrijd in actie, behalve in de laatste groepswedstrijd tegen Irak. Eerder dat jaar verloor hij met de Engelse U17 de finale van het EK onder 17 tegen Spanje. Bekende generatiegenoten waren onder andere Callum Hudson-Odoi en Jadon Sancho.

## Clubstatistieken
| Seizoen         | Club            | Land               | Competitie             | Competitie | Competitie | Beker | Beker | Supercup | Supercup | Europees | Europees | Totaal | Totaal |
| Seizoen         | Club            | Land               | Competitie             | Wed.       | Dlp.       | Wed.  | Dlp.  | Wed.     | Dlp.     | Wed.     | Dlp.     | Wed.   | Dlp.   |
| --------------- | --------------- | ------------------ | ---------------------- | ---------- | ---------- | ----- | ----- | -------- | -------- | -------- | -------- | ------ | ------ |
| 2018/19         | AS Monaco B     | Vlag van Frankrijk | Championnat National 2 | 22         | 1          | —     | —     | —        | —        | —        | —        | 22     | 1      |
| 2018/19         | AS Monaco       | Vlag van Frankrijk | Ligue 1                | 0          | 0          | 1     | 0     | 0        | 0        | 0        | 0        | 1      | 0      |
| 2019/20         | AS Monaco       | Vlag van Frankrijk | Ligue 1                | 2          | 0          | 0     | 0     | —        | —        | —        | —        | 2      | 0      |
| 2019/20         | → Cercle Brugge | Vlag van België    | Eerste klasse A        | 3          | 0          | 1     | 0     | —        | —        | —        | —        | 4      | 0      |
| Carrière totaal | Carrière totaal | Carrière totaal    | Carrière totaal        | 27         | 1          | 2     | 0     | 0        | 0        | 0        | 0        | 29     | 1      |

Bijgewerkt op 29 september 2019.